# Canaea semitessellata
Canaea semitessellata är en fjärilsart som beskrevs av Walker 1864. Canaea semitessellata ingår i släktet Canaea och familjen Thyrididae. Inga underarter finns listade i Catalogue of Life.